# Arnold Schütz
Arnold Schütz (Brema, 19 gennaio 1935 – 14 aprile 2015) è stato un calciatore tedesco, di ruolo centrocampista.

## Palmarès
- DFB-Pokal: 1

Werder Brema: 1960-1961
- Bundesliga: 1

Werder Brema: 1964-1965